# سيلفيا لوكاس
سيلفيا لوكاس (بالإنجليزية: Sylvia Lucas)‏ (و. 1964 – م)هي سياسية من جنوب أفريقيا .
وهي عضوة في المؤتمر الوطني الأفريقي .